# Rissoides
Rissoides is een geslacht van kreeftachtigen uit de klasse van de Malacostraca (hogere kreeftachtigen).

## Soorten
- Rissoides africanus (Manning, 1974)
- Rissoides barnardi (Manning, 1975)
- Rissoides calypso (Manning, 1974)
- Rissoides desmaresti (Risso, 1816)
- Rissoides pallidus (Giesbrecht, 1910)